# Сантус, Тиагу (боец, 1986)
Тиа́гу Са́нтус (порт.-браз. Thiago Santos; 21 ноября 1986, Рио-де-Жанейро) — бразильский боец смешанного стиля, представитель тяжёлой весовой категории. Выступал на профессиональном уровне в период 2007—2014 годов, известен по участию в турнирах бойцовской организации Bellator MMA, финалист гран-при Bellator тяжёлого веса, участник бойцовского реалити-шоу The Ultimate Fighter.

## Биография
Тиагу Сантус родился 21 ноября 1986 года в Рио-де-Жанейро. Увлекался единоборствами с юных лет, получил чёрный пояс по бразильскому джиу-джитсу.
Дебютировал в профессиональных смешанных единоборствах в октябре 2007 года, на турнире Rio Heroes за один вечер провёл сразу три поединка и всех трёх соперников сумел победить досрочно в первых же раундах. В следующем году добавил в актив ещё две победы, одержанные на турнирах WOCS и Delfim Brazuka Nocaute. В 2009 году побывал в России и принял участие в проводившемся в Новосибирске Кубке мэра, где единогласным решением судей выиграл у Шамиля Абдурахимова, но затем сдался в бою с Алексеем Олейником, попавшись в удушающий приём сзади. Ещё через год выиграл два поединка на турнире Amazon Fight в Бразилии.
Имея в послужном списке восемь побед и только лишь одно поражение, в 2011 году Сантус привлёк к себе внимание крупной американской бойцовской организации Bellator. Должен был дебютировать здесь уже в мае в поединке Дерриком Льюисом, при этом победителю гарантировалось участие в пятом сезоне гран-при тяжеловесов, однако бразилец травмировался, и дебют пришлось отложить. Позже ему в соперники прочили болгарина Благого Иванова, но и этот бой был отменён, поскольку бразильский боец не смог прилететь в США. В итоге он всё же принял участие в пятом сезоне гран-при тяжеловесов, в октябре победил в резервном бою Джоша Бёрнса. Полуфиналист Майк Хейз выбыл из гран-при из-за травмы, и Сантуса поставили ему на замену — таким образом, уже через две недели он провёл ещё один бой в Bellator, за 38 секунд задушил англичанина Нила Гроува. В решающем финальном матче встретился в американцем Эриком Приндлом — уже в начале первого раунда Сантус ударил Приндла ногой в пах, тот не смог продолжить поединок, и бой был признан несостоявшимся. Планировалось повторить финал, но сначала его перенесли из-за болезни Приндла, а затем Сантус не смог уложиться в лимит весовой категории, в итоге победителем пятого сезона признали Приндла.
Сантус всё же встретился с Эриком Приндлом повторно в октябре 2012 года в рамках четвертьфинала гран-при 7 сезона Bellator. На сей раз бразилец получил удар ногой в пах от американца, он не смог продолжить поединок, и его признали победителем в связи с дисквалификацией Приндла. На стадии полуфиналов вышел в клетку против Рича Хейла и проиграл ему техническим нокаутом в первом раунде. Последний раз дрался в Bellator в октябре 2013 года, в рейтинговом поединке был нокаутирован Хави Айялой.
После ухода из Bellator в числе других 32 бойцов принял участие в третьем бразильском сезоне популярного бойцовского реалити-шоу The Ultimate Fighter. На предварительном отборочном этапе его соперником стал Маркус Рожериу де Лима, несмотря на преимущество в габаритах, Сантус проиграл ему в первом раунде, попавшись в «гильотину». Также в 2014 году провёл два профессиональных боя на родине, в обоих потерпел поражение и вскоре принял решение завершить карьеру профессионального спортсмена.

## Статистика в профессиональном ММА
| Боёв 17          | Побед 11 | Поражений 5 |
| ---------------- | -------- | ----------- |
| Нокаутом         | 2        | 4           |
| Сдачей           | 5        | 1           |
| Решением         | 2        | 0           |
| Дисквалификацией | 2        | 0           |
| Не состоявшихся  | 1        | 1           |

| Результат    | Рекорд   | Соперник              | Способ                         | Турнир                                 | Дата            | Раунд | Время | Место                    | Примечание                                              |
| ------------ | -------- | --------------------- | ------------------------------ | -------------------------------------- | --------------- | ----- | ----- | ------------------------ | ------------------------------------------------------- |
| Поражение    | 11–5 (1) | Винисиус Лима         | KO (удары руками)              | Face to Face 9                         | 20 декабря 2014 | 2     | 3:57  | Рио-де-Жанейро, Бразилия |                                                         |
| Поражение    | 11–4 (1) | Жерониму дус Сантус   | TKO (удары руками)             | Roraima Show Fight 13                  | 9 ноября 2014   | 1     | 2:53  | Боа-Виста, Бразилия      |                                                         |
| Поражение    | 11–3 (1) | Хави Айяла            | KO (удары руками)              | Bellator 102                           | 4 октября 2013  | 1     | 5:00  | Висейлия, США            |                                                         |
| Поражение    | 11–2 (1) | Рич Хейл              | TKO (удары руками)             | Bellator 79                            | 2 ноября 2012   | 1     | 3:31  | Рама, Канада             | Полуфинал 7 сезона гран-при Bellator тяжёлого веса.     |
| Победа       | 11–1 (1) | Эрик Приндл           | DQ (удар в пах)                | Bellator 75                            | 5 октября 2012  | 1     | 4:54  | Хаммонд, США             | Четвертьфинал 7 сезона гран-при Bellator тяжёлого веса. |
| Не состоялся | 10–1 (1) | Эрик Приндл           | NC (удар в пах)                | Bellator 59                            | 26 ноября 2011  | 1     | 1:24  | Атлантик-Сити, США       | Финал 5 сезона гран-при Bellator тяжёлого веса.         |
| Победа       | 10–1     | Нил Гроув             | Сдача (удушение сзади)         | Bellator 56                            | 29 октября 2011 | 1     | 0:38  | Канзас-Сити, США         | Полуфинал 5 сезона гран-при Bellator тяжёлого веса.     |
| Победа       | 9–1      | Джош Бёрнс            | Сдача (удушение сзади)         | Bellator 53                            | 8 октября 2011  | 1     | 2:23  | Майами, США              | Резервный бой 5 сезона гран-при Bellator тяжёлого веса. |
| Победа       | 8–1      | Убиратан Маринью Лима | DQ (запрещённый удар по спине) | Amazon Fight 4                         | 13 августа 2010 | 2     | 3:49  | Белен, Бразилия          |                                                         |
| Победа       | 7–1      | Жерониму дус Сантус   | KO (удары руками)              | Amazon Fight 3                         | 13 мая 2010     | 1     | 3:35  | Белен, Бразилия          |                                                         |
| Поражение    | 6–1      | Алексей Олейник       | Сдача (удушение сзади)         | Союз ветеранов спорта: Кубок мэра 2009 | 27 ноября 2009  | 1     | 4:22  | Новосибирск, Россия      |                                                         |
| Победа       | 6–0      | Шамиль Абдурахимов    | Единогласное решение           | Союз ветеранов спорта: Кубок мэра 2009 | 27 ноября 2009  | 3     | 3:00  | Новосибирск, Россия      |                                                         |
| Победа       | 5–0      | Бруно Силва           | Сдача (удушение сзади)         | Delfim Brazuka Nocaute                 | 25 октября 2008 | 1     | 2:49  | Рио-де-Жанейро, Бразилия |                                                         |
| Победа       | 4–0      | Антониу Консейсан     | Единогласное решение           | Watch Out Combat Show 1                | 10 мая 2008     | 3     | 5:00  | Рио-де-Жанейро, Бразилия |                                                         |
| Победа       | 3–0      | Марселу Мендес        | Сдача (болевой на шею)         | Rio Heroes 10                          | 16 октября 2007 | 1     | 4:40  | Озаску, Бразилия         |                                                         |
| Победа       | 2–0      | Леонарду Гуарабья     | KO (удары руками)              | Rio Heroes 10                          | 16 октября 2007 | 1     | 1:14  | Озаску, Бразилия         |                                                         |
| Победа       | 1–0      | Фабиу Сантус          | Сдача (удары руками)           | Rio Heroes 10                          | 16 октября 2007 | 1     | 0:57  | Озаску, Бразилия         |                                                         |